# 巴里埃雄伟酒店

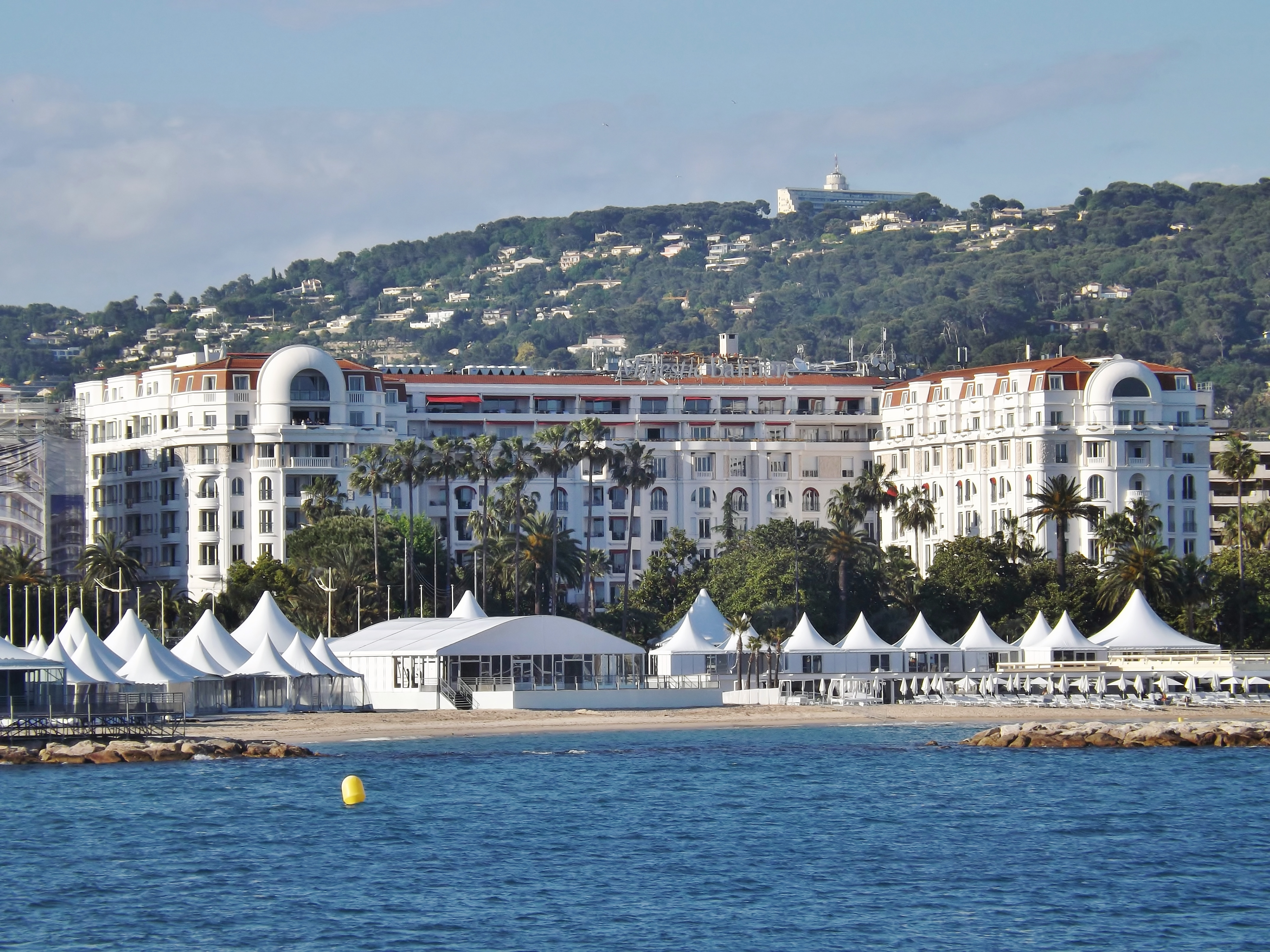
巴里埃雄偉酒店

巴里埃雄偉酒店（法語：Hôtel Majestic Barrière）是位於法國坎城十字大道的一座高檔酒店。

## 历史
這座酒店修建於1926年，是坎城影展期間各影星住宿的酒店之一。酒店工程開始於1923年，在1926年開業。建築整體則在1928年竣工。1965年，酒店擴建了兩層。1990年，外牆按最初的風格進行統一重建。

## 外部連結
- Official site （页面存档备份，存于）
- . 法国文化部，梅里美数据库 （法语）.

43°33′4.3″N 7°1′11.7″E / 43.551194°N 7.019917°E